# Axl Rose
W. Axl Rose (Født William Bruce Rose Jr. 6. februar 1962. Opvokset under sin stedfars navn, William Bruce Bailey) er bedst kendt som stifter af og forsanger i det amerikanske Hard Rock band Guns N' Roses.

## Ungdom
Hans karriere blev grundlagt, da han begyndte at synge i skolens kor og han lærte sig selv at spille klaver. Hans utallige sammenstød med politiet og "aktiviteter" medførte dog at han blev smidt ud af sin familie. Efter at være flyttet til Los Angeles i 1982 spillede Rose i forskellige lokale bands så som Hollywood Rose og Rapidfire, dog uden den store succes. Efter en række forskellige jobs slog Axl Rose og Tracii Guns fra L.A. Guns deres bands sammen til Guns N 'Roses.
Som forsanger i Guns N 'Roses nød Rose enorm succes. Den anerkendelse han fik som sanger var en uvant ting for Rose. Han var opdraget i en meget religiøs familie hvor det ikke var accepteret at have langt hår og være "oprørsk". Rose gik i 1996 under jorden, angiveligt på grund af sin mors død, hvilket var et kæmpe tab for Axl.

## Comeback
I 2001 gjorde Axl et uforudset comeback med et nyt line-up af Guns N 'Roses. Gruppen har siden spillet periodisk, 2001-2002, 2006-2007, 2009-2011, 2012-2015 og nu i 2016 med den nogenlunde klassiske Guns N' Roses line-up.
Endelig udkom det stærkt forsinkede og nærmest mystiske album Chinese Democracy i november 2008. Det blev verdens pt. dyrest producerede album, hvor perfektionisten Axl selv betalte alle udgifter. Albummet var 14 år undervejs men fik en blandet modtagelse fra anmelderne.
Axl Rose er i dag (2016) genforenet med både Slash og Duff, fra det oprindelige Guns N' Roses og sammen turnerer de nu atter verden rundt på udsolgte stadions under tour-navnet: "Not in this lifetime" - en henvisning til deres velkendte konflikter, som stod på i mange år.
Axl Rose betragtes som en af verdens bedste rockvokalister og tekniske sangere, selvom han i perioder har haft problemer med stemmen. [kilde mangler]
Rose er anerkendt som sanger, men han spiller også både klaver, guitar, trommer og bas. Rose har selv indspillet en del af trommerne og klaveret på Chinese Democracy.

## Privatliv
Efter Guns N 'Roses blev en succes besluttede Rose, at han måtte ophøre med at anvende hårde stoffer. Han har ikke dementeret brugen af ulovlige stoffer. I et interview fra 1989 siger han "Jeg har et andet fysisk forhold og anderledes tankegang om stoffer end nogen jeg har kendt i Hollywood, fordi jeg ikke føler en afhængighed af det. jeg vil ikke tillade det".
Selv om Rose ikke har været kendt for alkoholmisbrug, blev han alligevel anholdt i Stockholm i 2006, efter et tidligt morgenskænderi i hotellets lobby med hotellets sikkerhedsvagt. Rose skulle angiveligt have bidt en sikkerhedsvagt i benet og knust et antikt spejl under et beruset raserianfald. Rose kommenterede senere i en pressemeddelelse: "Vi havde en fantastisk koncert i Stockholm, og jeg vil ikke lade denne hændelse ødelægge det. Min assistent Beta og jeg talte i lobbyen på hotellet, da vagterne begyndte at gå os på. Min eneste bekymring var at sikre, at hun var okay ".
Efter at have tilbragt de næste mange timer i en celle i Stockholms fængsel, blev han idømt en bøde på omkring 30.000 kr. for at blive løsladt. Efter episoden fortsatte touren planmæssigt.
I dag er han stadig frontmand i Guns N Roses og har desuden vikarieret som forsanger i AC/DC (2016).

## Diskografi

### med Guns N' Roses
- Appetite for Destruction (1987)
- G N' R Lies (1988)
- Use Your Illusion I (1991)
- Use Your Illusion II (1991)
- "The Spaghetti Incident?" (1993)
- Chinese Democracy (2008)

### med Hollywood Rose
- The Roots of Guns N' Roses (2004)[1]

### med Rapidfire
- Ready to Rumble EP (2014)[2]

### Gæsteoptræden
- The Decline of Western Civilization Part II: The Metal Years – Original Motion Picture Soundtrack af forskellige kunstnere (1988; "Under My Wheels" ft. Alice Cooper, Slash og Izzy Stradlin)[3]
- The End of the Innocence by Don Henley (1989; "I Will Not Go Quietly")[3]
- Fire and Gasoline af Steve Jones (1989; "I Did U No Wrong")[3]
- Pawnshop Guitars af Gilby Clarke (1994; "Dead Flowers")[3]
- Anxious Disease af The Outpatience (1996; "Anxious Disease" ft. Slash)[4]
- Angel Down af Sebastian Bach (2007; "Back in the Saddle," "(Love Is) a Bitchslap," "Stuck Inside")[3]
- New Looney Tunes (2018, "Rock the Rock")[5]